# Dabir
Il "Dabīr" (in medio-persiano: dibīr, in persiano دبیر‎: "segretario/scriba") è stato un titolo assegnato a una delle quattro classi sociali nell'Iran sasanide, in grado di svolgere un ruolo di primo piano nella politica dei Sasanidi.

## Descrizione
Il termine cadde in sostanziale disuso sotto il califfato omayyade, quando il persiano lasciò il posto alla lingua araba come lingua amministrativa. Dabir tornò a essere impiegato quando i Samanidi reintrodussero la lingua persiana come lingua burocratica, e nel periodo ghaznavide. Anche i Safavidi ricorsero a questo termine, prima di essere sostituito da monshi, pur rimanendo alquanto in uso nel successivo periodo cagiaro.
Nel lessico arabo, il termine ha acquisito il significato di "cosa arrotolata", mentre al-Mufaḍḍal b. Salama lo ricorda per indicare la freccia perdente nell'estrazione a sorte del gioco (ma probabilmente, secondo Toufic Fahd, rito sacrificale) del maysir, laddove la freccia vincente era chiamata qabīl (in arabo ﻗﺒﻴﻞ‎?).